# Aberdeen (Mississippi)
Aberdeen ist eine City und gleichzeitig der Verwaltungssitz (County Seat) des Monroe County im US-amerikanischen Bundesstaat Mississippi. Das U.S. Census Bureau hat bei der Volkszählung 2020 eine Einwohnerzahl von 4.961 ermittelt.

## Geographie
Aberdeen liegt am Tombigbee River und in der Nähe des Aberdeen Lake.

## Institutionen
Nebst dem County Seat beherbergt die Stadt noch weitere Einrichtungen. Dazu gehören das Bundesbezirksgericht für das nördliche Mississippi, das Bankruptcy Court, das Gericht von Monroe County und das Monroe County Chancery Court.

## Verkehr
Die Stadt liegt am U.S. Highway 45 und hat Anschluss ans Columbus-Tupelo Metro Area, welches rund 250'000 Personen bedient. Zudem betreibt Aberdeen einen kleinen Hafen.

## Persönlichkeiten
- Eugene O. Sykes (1867–1945), US-amerikanischer Richter und Beamter
- Bukka White (1906–1977), US-amerikanischer Bluesmusiker
- Wilma Cozart Fine (1927–2009), Musikproduzentin